# La Villa des cœurs brisés
La Villa des cœurs brisés est une émission de téléréalité française produite par la société Ah! Production et diffusée depuis le 16 novembre 2015. Elle est présentée, pour la saison 2, par Christophe Beaugrand et Elsa Fayer avec la participation de la love coach Lucie Mariotti depuis la saison 1.
Le dérivé, La Bataille des Couples, est diffusé depuis le 16 juillet 2018 et est présenté par Christophe Beaugrand pour les saisons 1 et 2 puis par Elsa Fayer depuis la saison 3. Lucie Mariotti y participe également.
L'émission est diffusée sur les chaînes TFX en France et AB3 puis Plug RTL en Belgique.
Toutes les saisons sont disponibles gratuitement sur la plateforme MY TF1.

## Concept
Logés dans une luxueuse villa, plusieurs candidats anonymes ou issus d'émissions de téléréalité, suivent chaque semaine des coachings organisés par Lucie Mariotti, coach en séduction. Chaque semaine, elle s'occupe de ces candidats ayant essuyé des déceptions amoureuses, appelée les « Cœurs brisés », en leur proposant des rendez-vous avec des prétendants venus spécialement pour eux ou en effectuant une mission de coaching pour les aider à répondre à leur problématique amoureuse.

## Production
La première saison a été diffusée du 16 novembre 2015 au 8 janvier 2016 et s'est déroulée au Mexique, à Tulum.
La deuxième saison a été diffusée du 17 novembre 2016 au 3 février 2017 et prend place en République dominicaine, à Las Terrenas.
La troisième saison est diffusée entre le 7 décembre 2017 et le 13 avril 2018. Elle prend place à Saint-Martin, dans les Antilles françaises.
La quatrième saison qui se déroule aux Caraïbes, en République dominicaine commence le 17 décembre 2018 et prend fin le  29 mars 2019.
La cinquième saison se déroule à Playa del Carmen au Mexique est diffusée du 25 novembre 2019 au 13 mars 2020.
La sixième a été tournée à Porto-Vecchio en Corse à partir du 19 septembre 2020 et diffusée du 15 février au 25 juin 2021.
La septième saison a été tournée en février 2022 et diffusée du 28 mars 2022 au 1er juillet 2022 et prend place en République dominicaine, à Las Terrenas.
La huitième saison est en tournage à Puerto Morelos au Mexique à partir du 30 janvier 2023 et diffusée du 3 avril au 30 juin 2023.
La neuvième saison a été tournée durant le premier semestre de 2024 à Bali en Indonésie et est diffusée du 19 août 2024 au 25 octobre 2024.

## Émissions dérivées

### La Villa: le débrief
Il s’agit d’une émission qui a lieu après la fin de la diffusion de La Villa des cœurs brisés où plusieurs candidats se réunissent pour parler de ce qu’ils sont devenus après l’émission et comment se passe leur vie à l’extérieur de la villa.
- Présentation :
  - Elsa Fayer / Christophe Beaugrand (saison 2)
  - Jazz Lafranchi (saison 6)
  - Justine Aucello (saison 9)

### La Bataille des Clans
A la rentrée 2022, une nouvelle émission sur la base de La Bataille des Couples propose de faire affronter deux clans : la "JLC Family" de Jazz et Laurent, et les Guedj de Carla et Kévin. Accompagnés de leurs proches, l'objectif est d'être le meilleur clan.
La saison 1 est remportée par la "JLC Family" après plusieurs semaines de compétition.

## Audiences
La Villa des Coeurs Brisés
| Chaîne  | Saison | Période                           | Lancement              | Lancement | Finale                 | Finale | Moyenne        | Moyenne |
| Chaîne  | Saison | Période                           | Nb. de télespectateurs | PDM       | Nb. de télespectateurs | PDM    | Moyenne saison | PDM     |
| ------- | ------ | --------------------------------- | ---------------------- | --------- | ---------------------- | ------ | -------------- | ------- |
| NT1     | 1      | 16 novembre 2015 - 8 janvier 2016 | 233 000                | 2,1 %     | 272 000                | 2,3 %  | 256 000        | 2,2 %   |
| NT1     | 2      | 17 novembre 2016 - 3 février 2017 | 399 000                | 4,7 %     | 509 000                | 2,5 %  | 495 000        | 2,6 %   |
| NT1/TFX | 3      | 7 décembre 2017 - 13 avril 2018   | 209 000                | 3,0 %     | 365 000                | 1,9 %  | 423 000        | 2,1 %   |
| TFX     | 4      | 17 décembre 2018 - 29 mars 2019   | 297 000                | 1,7 %     | 235 000                | 1,6 %  | 344 000        | 2,0 %   |
| TFX     | 5      | 25 novembre 2019 - 13 mars 2020   | 310 000                | 2,3 %     | 160 000                | 0,7 %  | 371 000        | 2,0 %   |
| TFX     | 6      | 15 février 2021 - 25 juin 2021    | 327 000                | 1,4 %     | 168 000                | 1,1 %  | 353 000        | 1,7 %   |
| TFX     | 7      | 28 mars 2022 - 1er juillet 2022   | 194 000                | 2,1 %     | 192 000                | 1,5 %  | 204 000        | 1,3 %   |
| TFX     | 8      | 3 avril 2023 - 30 juin 2023       | 124 000                | 1,1 %     | 127 000                | 0,9 %  | 115 000        | 0,8 %   |
| TFX     | 9      | 12 août 2024 - 25 octobre 2024    | 350 000                | 2,5 %     | 207 000                | 1,2 %  | 263 000        | 1,7 %   |
| TFX     | 10     | 11 août 2025 -                    | 239 000                | 2,7 %     |                        |        |                |         |

La Bataille des Couples
| Chaîne | Saison | Période                             | Nombre de téléspecateurs | Nombre de téléspecateurs | Nombre de téléspecateurs |
| Chaîne | Saison | Période                             | Lancement                | Fin                      | Moyenne                  |
| ------ | ------ | ----------------------------------- | ------------------------ | ------------------------ | ------------------------ |
| TFX    | 1      | 16 juillet 2018 - 21 septembre 2018 | 160 000 (1 %)            | 349 000 (2,3 %)          | 333 000 (2,6 %)          |
| TFX    | 2      | 26 août 2019 - 22 novembre 2019     | 148 000 (1,2 %)          | 355 000 (2 %)            | 323 000 (2 %)            |
| TFX    | 3      | 30 août 2021 - 26 novembre 2021     | 107 000 (0,9 %)          | 258 000 (1,4 %)          | 224 000 (1,3 %)          |

La Bataille des Clans
| Chaîne | Saison | Période                         | Nombre de téléspecateurs | Nombre de téléspecateurs | Nombre de téléspecateurs |
| Chaîne | Saison | Période                         | Lancement                | Fin                      | Moyenne                  |
| ------ | ------ | ------------------------------- | ------------------------ | ------------------------ | ------------------------ |
| TFX    | 1      | 29 août 2022 - 25 novembre 2022 | 162 000 (1,1 %)          | 157 000 (0,9 %)          | 192 000 (1,1 %)          |

## Adaptations à l'étranger
Le fondateur d'Ah Productions Antoine Henriquet a annoncé que le format de la Villa des cœurs brisés pourrait connaitre une adaptation en Belgique, aux Pays-Bas, au Danemark et en Suède. La Grèce quant à elle est en train d'adapter une version locale de la Bataille des couples.

### Audiences
1. ↑  « La villa, la bataille des couples : Jazz clashe Vivian, Hillary retrouve Vincent Shogun, TFX boostée en audience ? », sur toutelatele.com (consulté le 17 juillet 2018)
2. ↑  « La bataille des couples 2 : quelle audience pour TFX sans la JLC Family ? », sur ozap.com (consulté le 27 août 2019)
3. ↑  « Audiences access 19h : "DNA" et Nagui au coude-à-coude, record pour "Objectif Top Chef", "C à vous" en forme », sur ozap.com (consulté le 27 août 2019)
4. ↑  « Audiences "La bataille des couples" : Quel bilan pour la saison 2 sur TFX ? », sur toutelatele.com (consulté le 23 novembre 2019)
5. ↑  « Audiences access 19h : Bons retours pour "Quotidien", "C à vous" et "TPMP", "Tous en cuisine" au plus bas », sur ozap.com (consulté le 31 août 2021)
6. ↑  Audiences access 19h : Quel score pour le retour de "C à vous" avec Anne-Elisabeth Lemoine sur France 5 ?
7. ↑  Audiences access 19h : "Le JT" d'Anne-Claire Coudray très faible sur TF1
8. ↑  Audiences : Bilan décevant pour "La bataille des clans" sur TFX